# أمير زكري
أمير زكري (بالملايوية: Amir Zikri)‏ هو لاعب كرة قدم ماليزي في مركز الوسط، ولد في 17 مارس 1994 في كلنتن في ماليزيا. لعب مع نادي كلنتن.

## وصلات خارجية
- أمير زكري على موقع قاعدة بيانات كرة القدم.إي يو (الإنجليزية)
- أمير زكري على موقع Soccerway.com (الإنجليزية)